# Constantin Bucur
Constantin Bucur (n. 15 mai 1952) este un deputat român în legislatura 2000-2004, ales în județul Gorj pe listele partidului PRM.

## Legături externe
- Constantin Bucur[nefuncțională – arhivă]
 la cdep.ro